# Ten Dang
Ten-Dang (ou Ten Dang qui signifie « Je viens de sortir » en mboum) est un roi mythique soudanais ayant régné de 1007 à 1047 connu pour avoir conduit les Mboums de l'ancienne vallée du Nil aux abords du lac Tchad, dans l'actuel Cameroun.
En tant que quatrième bélaka de la généalogie royale, il serait l'ancêtre commun de toutes les lignées issues de la dynastie Ngan-Ha, qui comprend l'ensemble des rois Tikars, Bamoun et Bamilékés.
Ten-Dang étant aussi un nom commun désignant « pharaon » en mboum.

## Signification
Actuellement, il n'est pas clair si le terme « Ten-Dang » désigne une personnalité royale ayant gouvernée sur une partie de l'ancienne Nubie ou s'il s'agit d'un terme générique désignant l'ensemble des souverains relatifs aux Ngan-Ha.